# ねじれなし加群
捩れなし加群 (torsion-free module) は代数学において、環上の加群 M であって、M において 0M のみが、台となる環の何れかの正則元（非零因子）とのスカラー倍によって 0M となりうる唯一の元であるようなものである。
整域 D において正則元は 0D でない元であるので、この場合捩れなし加群 M は 0M が環の非零元によって零化される唯一の元であるようなものである。整域上だけで考えこの条件を捩れなし加群の定義として使う著者もいるが、より一般の環上ではこれはうまくいかない。
というのも環が零因子をもてばこの条件を満たす加群は零加群しかないからだ。

## 捩れなし加群の例
全商環が K の可換環 R 上、加群 M が捩れなしであることと Tor1(K/R,M) が消えることは同値である。したがって平坦加群、とくに自由加群と射影加群は捩れなしであるが、逆が正しい必要はない。平坦でない捩れなし加群の例は体 k 上の多項式環 k[x,y] のイデアル (x,y) である。
- 任意の不ねじれ加群（en:torsionless module）は捩れなし加群であるが、逆は正しくない、なぜならば Q は 「不ねじれ」 でない捩れなし Z-加群だからだ[1]。

## 捩れなし加群の構造
ネーター整域上、捩れなし加群は唯一の素因子が 0 である加群である。より一般に、ネーター可換環上、捩れなし加群はすべての素因子が環の素因子に含まれる加群である。
ネーター整閉整域上、任意の有限生成捩れなし加群は自由部分加群であってそれによる商が環のイデアルに同型なものをもつ。
デデキント整域上、有限生成加群が捩れなしであることと射影的であることは同値であるが、一般には自由でない。任意のそのような加群は有限生成自由加群とイデアルの和に同型であり、イデアルのクラスは加群によって一意的に決まる。
主イデアル整域上、有限生成加群が捩れなしであることと自由であることは同値である。